# Ману Вальєхо
Ману Вальєхо (ісп. Manu Vallejo ісп. вимова: [ˈmanu βaˈʎexo], нар. 14 лютого 1997, Чиклана-де-ла-Фронтера) — іспанський футболіст, нападник клубу «Жирона», який на правах оренди виступає за «Реал Ов'єдо».

## Клубна кар'єра
Народився 14 лютого 1997 року в місті Чиклана-де-ла-Фронтера. Розпочинав свою спортивну кар'єру у академії «Кадіса». У 2015 році відбувся його дебют у другій команді валенсійців — «Кадіс Б», в якій провів три сезони, взявши участь у 94 матчах чемпіонату, в яких забив 58 голів і був одним з головних бомбардирів команди.
За першу команду «Кадіса» дебютував 13 січня 2016 року в матчі Кубка Іспанії проти «Сельти» (0:2). А 28 жовтня наступного року у домашньому матчі Сегунди проти «Райо Вальєкано» (0:0) дебютував у чемпіонаті. 24 липня 2018 року Вальєхо продовжив свій контракт з клубом до 2021 року і остаточно став грати лише за основну команду.
7 лютого 2019 року клуб вищого дивізіону «Валенсія» домовився з «Кадісом» про підписання Вальєхо, втім нападник залишився у рідному клубі до кінця сезону.

## Виступи за збірну
З 2019 року залучався до матчів молодіжної збірної Іспанії, у її складі поїхав на молодіжний чемпіонат Європи 2019 року в Італії.

## Особисте життя
Батько Ману, Хаві Вальєхо, також був футболістом.

## Титули і досягнення
- Чемпіон Європи (U-21): 2019